# نبرد شیانگ یانگ
نبرد شیان یانگ (چینی سنتی:襄樊之戰) یک نبرد کلیدی میان دودمان سونگ و امپراتوری مغول بود که از ۱۲۶۷-۱۲۷۳ میلادی به طول انجامید. پس از این نبرد، نیروهای پیروزمند مغول به داخل خاک سونگ پیشروی کردند. از آنجا که این قلعه راه استراتژیکی بر ساحل رودخانه هان بود، ناوگان مغول به راحتی قادر شد که به رودخانه یانگ تسه نفوذ کند و تنها در عرض چند سال، ارتش سونگ را نابود کند.
در این نبرد، مغولان برای اولین بار از منجنیقهای قدرتمند استفاده کردند تا به داخل قلعه نفوذ کنند. این کار آنان موفقیت‌آمیز بود.

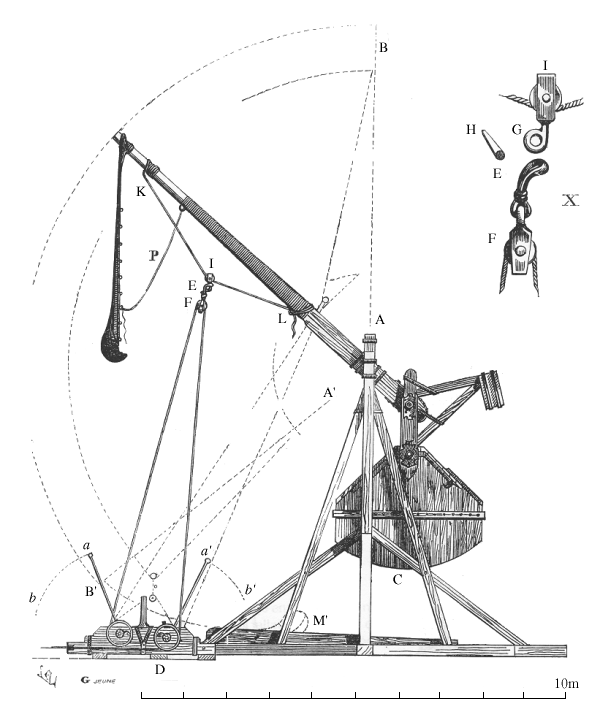